# Дакпа-кха
Дакпа-кха (тибет. དཀ་པ་ཁ་, Уайли: dak pa kha) — восточно-бодский язык, на котором говорят в округе Таванг штата Аруначал-Прадеш, на который претендует Тибет как часть Шаньнаня, а также в северном районе Трашиганг в восточном Бутане, в основном в Чаленге, Пхонгмед, Йобинанге, Дангполенге и Ленгкаре в районе гевога Ради. 2,000 человек используют этот язык как родной. Жорж ван Дрим (2001) описывает язык дакпа-кха как наиболее расходящийся из восточно-бодских языков Бутана, хотя он имеет много общего с языком Бумтанг. Летний институт лингвистики отмечает, что дакпа-кха может быть диалектом языка Брокпа-кэ объясняя это тем, что на него повлиял язык Дзала, тогда как Брокпа — нет.
Вангчу (2002) сообщает, что на дакпа-кха говорят в деревнях Лхо, Серу, Лембердунг и Чангпронг района Таванг, Аруначал-Прадеш.